# UCLAブルーインズ

UCLAカラーのビッグ・テンのロゴ

UCLAブルーインズ（英語: UCLA Bruins、略称: UCLA）は、アメリカ合衆国カリフォルニア州ロサンゼルスに本部を置くカリフォルニア大学ロサンゼルス校の学生スポーツチームである。NCAAディビジョンIのビッグ・テン・カンファレンス所属（ただし陸上競技や男子バレーボールなどの一部競技はMPSFという別連盟に加盟）。

## 概要
NCAAにおける優勝回数は123回で、スタンフォード大学に次いで全米大学チーム中第2位である。現在、男子チームが11種目、女子チームが14種目ある。

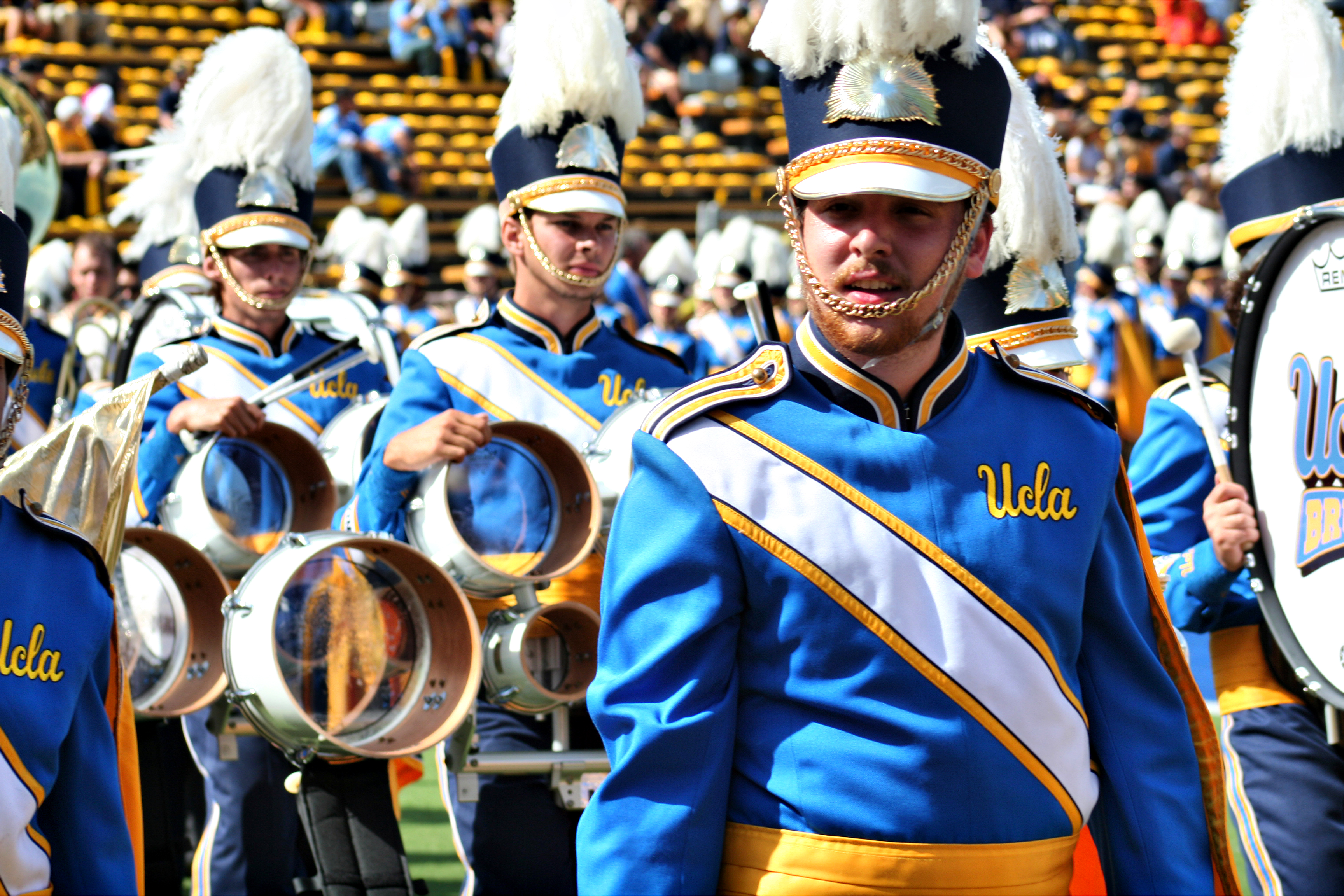
UCLAのマーチングバンド（2010年）

スクールカラーは、トゥルーブルーと金色。かつてはカリフォルニア大学バークレー校と同じエールブルーと金色であった。1949年にアメリカンフットボールのコーチとなったレッド・サンダースがエールブルーからより明るい青にユニフォームを変更した。さらに1954年に金のストライプが入ったユニフォームに変更した。
2016年3月、UCLAでは全てのクラブでジャッキー・ロビンソンがMLBで付けていた背番号「４２」を永久欠番にした。

## 競技チーム
| 男子スポーツ                            | 女子スポーツ       |
| --------------------------------------- | ------------------ |
| 野球                                    | ソフトボール       |
| バスケットボール                        | バスケットボール   |
| クロスカントリー                        | クロスカントリー   |
| ゴルフ                                  | ゴルフ             |
| 体操                                    | 体操               |
| サッカー                                | サッカー           |
| ラグビー                                | ラグビー           |
| 陸上†                                   | 陸上†              |
| バレーボール                            | バレーボール       |
| 水球                                    | 水球               |
| テニス                                  | テニス             |
| 水泳・飛込                              | 水泳・飛込         |
| フットボール                            | ローイング         |
|                                         | ビーチバレーボール |
| †屋外競技チームと室内競技チームがある。 |                    |

### 野球
2010年にカレッジワールドシリーズに出場(サウスカロライナ大相手に敗戦し準優勝)、2013年にNCAA選手権及びカレッジワールドシリーズでミシシッピ州立大相手に勝利し優勝した。
多くの選手をMLBに輩出している。2009年のプレーオフ出場メンバーだけでも、ベン・フランシスコ／6度のオールスター出場のチェイス・アトリー／ギャレット・アトキンス／4度のオールスター出場・2002年のワールドシリーズMVPであるトロイ・グロースがいる。ドラフト1位組だと1970年のクリス・チャンブリス／2011年のゲリット・コールがいる。元横浜DeNAベイスターズのトレバー・バウアーもUCLA出身者である。

### 男子バスケットボール

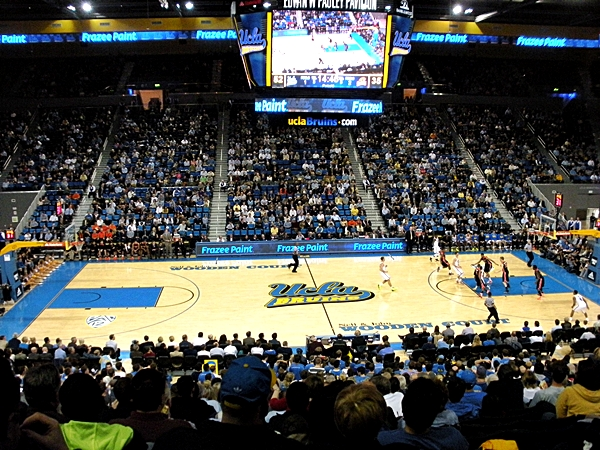
UCLAブルーインズ vs. オレゴンステート・ビーバーズの試合 (2013年1月、ポーリー・パビリオンにて)

UCLA男子バスケットボールチームは、カレッジバスケットボール界において全米屈指の強豪として知られ、特にジョン・ウッデン、ジム・ハリックがコーチをしていた時代に黄金期を作った。これまでに全米で史上最多の11回優勝 (1964年、1965年、1967年、1968年、1969年、1970年、1971年、1972年、1973年、1975年、1995年) 。1967年から1973年まで7年連続優勝、1971年から1974年まで88連勝をあげた。1971年から1974年にかけて、UCLAは男子バスケットボールで88連勝を達成し、これはNCAAの記録である。NBA史上最高のセンターと言われ、マジック・ジョンソンと共にLAレイカーズ黄金期を築いたカリーム・アブドゥル＝ジャバーは当時のチーム在籍者である。
歴代メンバーには、アブドゥル＝ジャバーの他に1960年オリンピック十種競技金メダルのレイファー・ジョンソン、ゲイル・グッドリッチ、ビル・ウォルトン、レジー・ミラー、ウォルト・ハザードなど偉大な人物が名を連ねている。近年ではラッセル・ウェストブルック、ケビン・ラブ、ドリュー・ホリデー、ロンゾ・ボール、ノーマン・パウエルなどが挙げられる。
2005年にストリート&スミスが発表した、史上最も偉大なカレッジバスケットボールチームのトップ100の年間リストで、UCLAは2位にランクインしている (1位はケンタッキー大学) 。
近年のUCLA男子バスケットボールは、ベン・ハウランド監督のもとで再び脚光を浴びるようになった。2006年から2008年にかけてUCLAは3年連続でファイナル・フォーに進出し、UCLAの選手たちは、2007年にオールアメリカン・ファーストチームとPac-10プレーヤー・オブ・ザ・イヤーを受賞したアーロン・アフラロや、2008年にオールアメリカン・ファーストチームとPac-10プレーヤー・オブ・ザ・イヤーを受賞したケビン・ラブなどを筆頭に数々の賞を獲得している。

#### 男子バスケットボール永久欠番

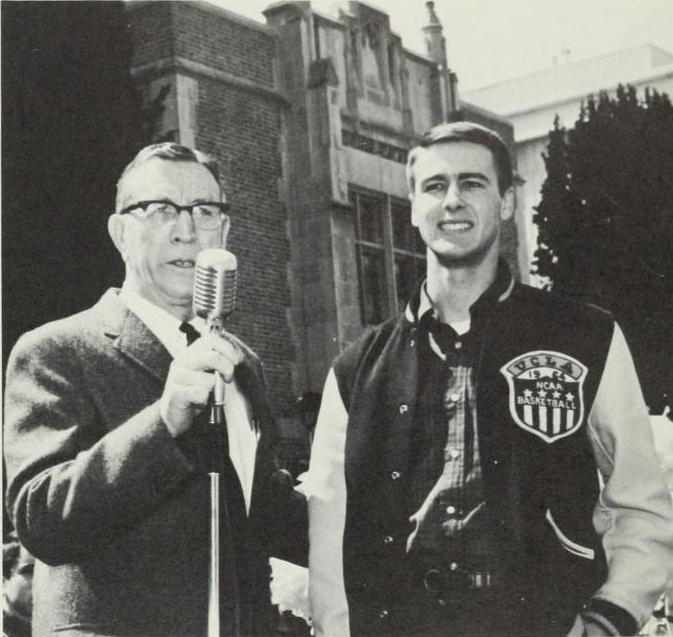
1965年のジョン・ウッデン (左) 、ゲイル・グッドリッチ (右)

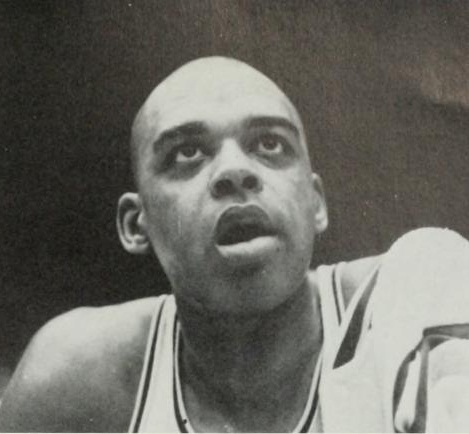
1964年のウォルト・ハザード

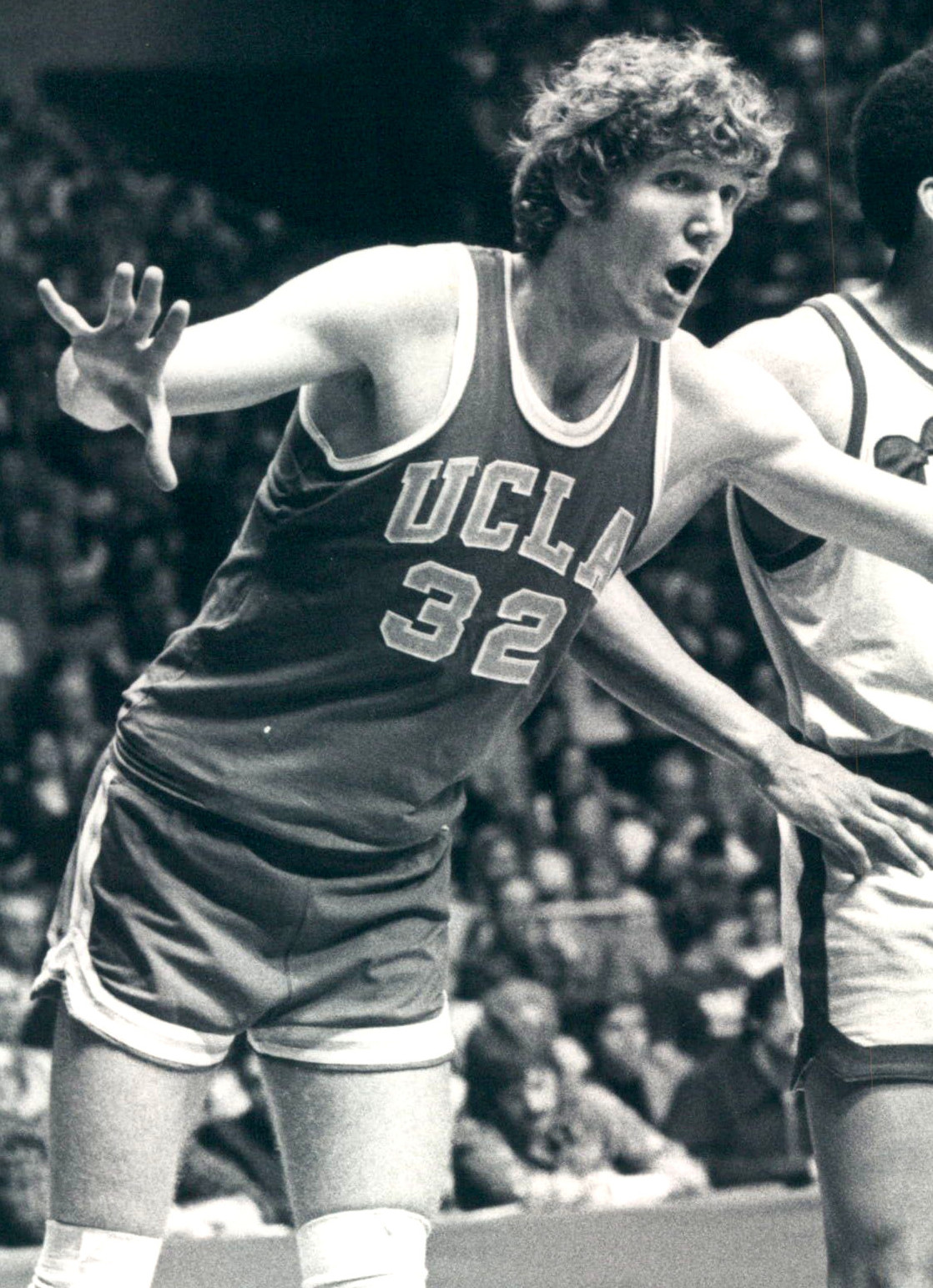
ビル・ウォルトン

| No. | 選手                           | 在籍期間  | NCAA | AA | POY | 授与年 | Ref                 |
| --- | ------------------------------ | --------- | ---- | -- | --- | ------ | ------------------- |
| 11  | ドン・バークスデール           | 1946–1947 | 0    | 0  | 0   | 2013   | [ 6 ] [ 7 ]         |
| 25  | ゲイル・グッドリッチ           | 1962–1965 | 2    | 1  | 1   | 2004   | [ 7 ] [ 8 ]         |
| 31  | エド・オバノン                 | 1991–1995 | 1    | 1  | 1   | 1996   | [ 7 ] [ 9 ]         |
| 31  | レジー・ミラー                 | 1983–1987 | 0    | 0  | 0   | 2013   | [ 7 ] [ 10 ]        |
| 32  | ビル・ウォルトン               | 1971–1974 | 2    | 3  | 3   | 1990   | [ 11 ] [ 7 ] [ 12 ] |
| 33  | カリーム・アブドゥル＝ジャバー | 1966–1969 | 3    | 3  | 3   | 1990   | [ 7 ] [ 12 ] [ 11 ] |
| 35  | シドニー・ウィックス           | 1968–1971 | 3    | 2  | 2   | 1996   | [ 7 ] [ 9 ]         |
| 42  | ウォルト・ハザード             | 1961–1964 | 1    | 1  | 1   | 1996   | [ 7 ] [ 9 ]         |
| 52  | ジャマール・ウィルクス         | 1971–1974 | 2    | 2  | 0   | 2013   | [ 7 ] [ 13 ]        |
| 54  | マーカス・ジョンソン           | 1973–1977 | 1    | 1  | 1   | 1996   | [ 7 ] [ 9 ]         |

### アメリカンフットボール

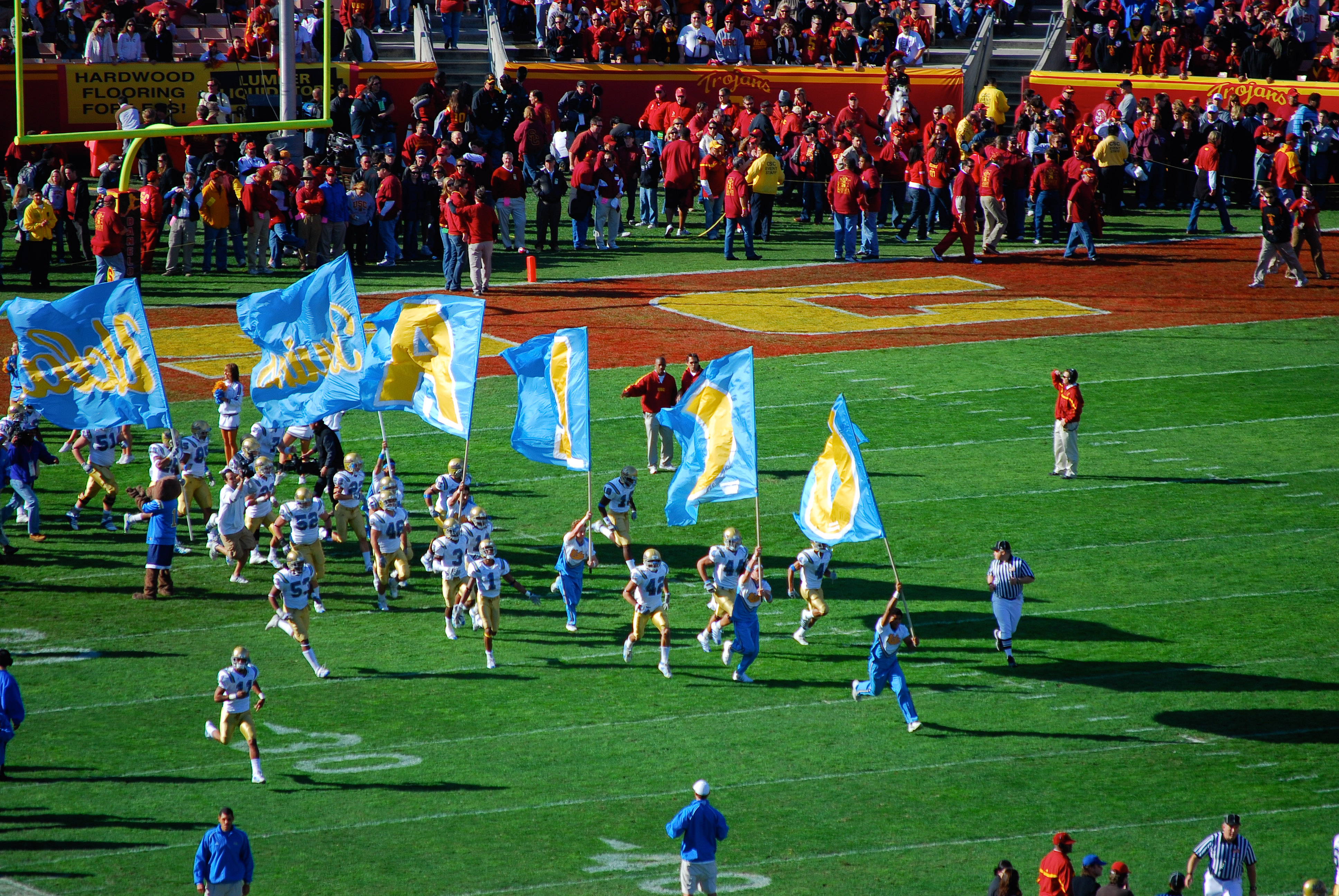
LAコロシアムに入場するUCLAブルーインズの選手ら (2007年)

1954年UPI通信によって全米1位となったが、同年のAP通信による1位はオハイオ州立大学であった。ローズボウルに12回出場し5回勝利している。15人の選手、コーチがカレッジフットボール殿堂入りを果たしている。

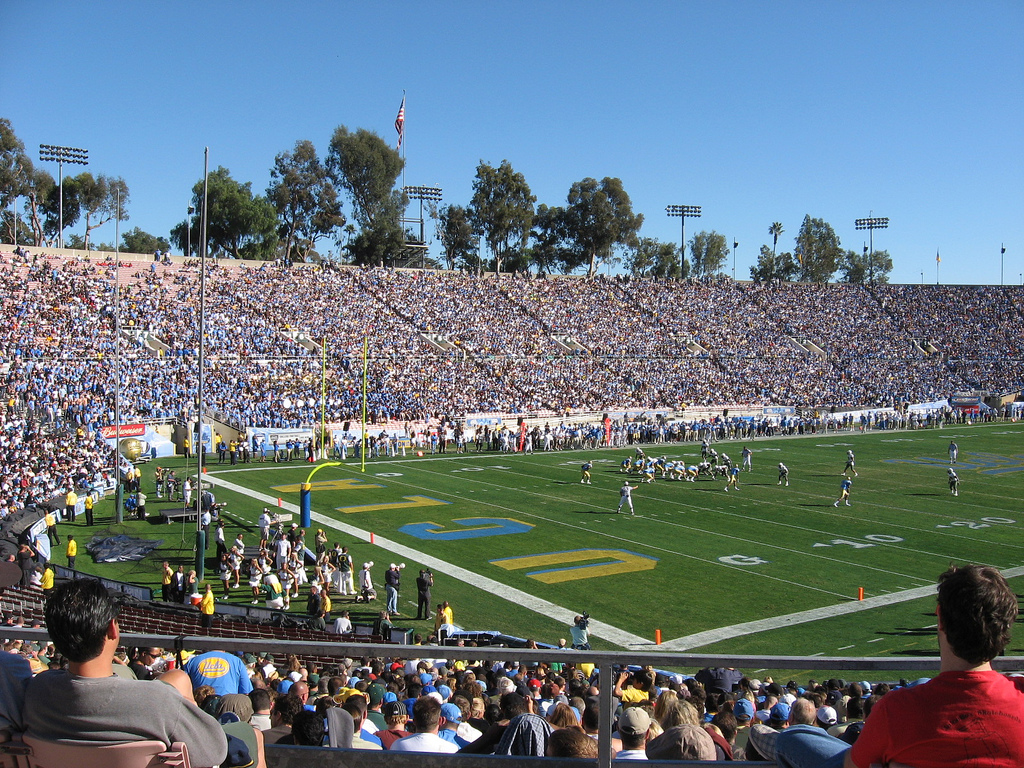
UCLA対オレゴン。2007年のローズボウル (パサデナ) にて

1968年にゲイリー・ベバンがハイズマン賞を、ルー・アルシンダー (現カリーム・アブドゥル＝ジャバー) が全米バスケットボールライター協会の年間最優秀選手賞を受賞し、バスケットボールとフットボールの両方で同じ年に最優秀選手を輩出した初の大学となった。
現ヘッドコーチはデショーン・フォスター。前任のチップ・ケリーは、2017年11月25日に採用され、2024年2月12日に監督交代となった。
UCLAブルーインズ男子フットボールチームは、NCAAディビジョンI・FBSトーナメントに36回出場し、16勝19敗1分という成績を残している。

### ゴルフ
1988年、2008年と全米チャンピオンになった。

### サッカー
男子が4回全米チャンピオンになっている。

### ソフトボール
13回全米チャンピオンになっている。

### 体操
男子が2回、女子が7回全米で優勝している。

### 競泳及び飛込
個人競技、団体競技を合計すると全米で41回優勝している。

### 陸上競技
NCAA選手権で男子が8回、女子が7回優勝している。

## 全米チャンピオン
2019年12月末時点で全米選手権で118回優勝しており、これはスタンフォード大学の126回に次ぐ数字である。

## 競技施設
アメリカンフットボールでは1982年以降、ローズボウルを本拠地としている。1923年から1981年まではロサンゼルス・メモリアル・コロシアムを本拠地としていた。

## 著名な出身者
マーク・ハーモン、リン・コンプトン、ジャッキー・ロビンソン、レイファー・ジョンソン、ウォルト・ハザード、ゲイル・グッドリッチ、トロイ・エイクマン、ゲイリー・ビーバン、ケニー・イーズリー、トム・フィアーズ、ビリー・キルマー、ボブ・ウォーターフィールド、ジミー・コナーズ、ロンゾ・ボール、カリーム・アブドゥル＝ジャバー、ジャマール・ウィルクス、ジャッキー・ジョイナー＝カーシー、エベリン・アシュフォード、ビル・ウォルトン、ケニー・ワシントン、アーサー・アッシュ、レジー・ミラー、トロイ・グロース、ティム・ダゲット、バロン・デイビス、ステイシー・ヌーブマン、リサ・フェルナンデス、アマンダ・フリード、ケビン・ラブ、タイリア・フラワーズ、ドナデ・バロナ、ラッセル・ウェストブルック、コビ・ジョーンズ、ローレン・チェイニー、シドニー・ルルー、アン・マイアーズなどの選手やレッド・サンダース、トミー・プロスロ、ディック・ヴァーミール、テリー・ドナヒュー、アル・スケイツ、アダム・クリコリアン、ジョナサン・ボーンスタイン、アンディ・バナチョウスキー、ジム・ハリック、ジョン・ウッデンなどの指導者である。

## オリンピック選手
2004年アテネオリンピックには56人の選手をアメリカ選手団に送りこんだが、これは全米の大学一の人数であった。2008年北京オリンピックでは金メダル4、銀メダル9、銅メダル2の合計15個のメダルを獲得した。これまでのオリンピックで金メダル126、銀メダル65、銅メダル60個を獲得している。

## シンボリズム

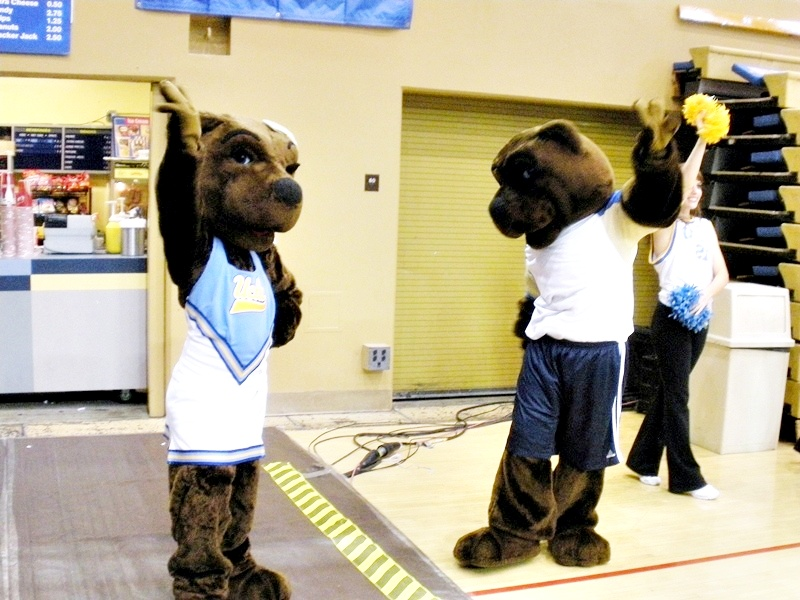
UCLAのマスコットのジョー・ブルーインとジョセフィン・ブルーイン

## ライバル
USC、カリフォルニア大学がライバル校である。またかつては、ノートルダム大学がバスケットボールでのライバル校であり、1966年から1995年までは毎年対戦していた。

## UCLAスポーツの殿堂
1983年11月に完成したJDモーガン・アスレティックセンターが完成した際、25人の選手、コーチ、アドミニストレーターが大学のスポーツ殿堂入りを果たした。その後毎年1人から8人の人物が殿堂入りをしている。殿堂は現在ウェストウッドプラザに移転している。

## アパレルスポンサーシップ
1993年から1999年までリーボックと契約した。1999年にアディダスと6年契約を結んだが、2005年6月に契約が切れた。2005年、2010年にアディダスとの契約を更新した。2016年4月、アンダーアーマーと15年契約を結んだ。